# Мартин Дент
Мартин Дент (Вокинг, Уједињено Краљевство, 8. фебруар 1979) аустралијски је маратонац, који је учествовао на својим првим Летњим олимпијским играма 2012. у Лондону. Маратонску трку завршио је на 28. месту са најбољим резултатом сезоне у времену 2:16:29.